# Panandinismo

Wiphala. Bandera utilizada por gran parte de los pueblos andinos a lo largo de Sudamérica.

El panandinismo es un movimiento ideológico y político partidario de la unificación de todos los pueblos andinos. Tiene como presupuesto el reconocimiento de la existencia de distintos pueblos y naciones andinas prexistentes a las repúblicas actuales, y, sobre dicho reconocimiento, propugna su unificación política.
Los pueblos y naciones andinas cuya unificación defiende el panandinismo se encuentran ubicados en las repúblicas actuales de Perú, Bolivia, Ecuador; y algunas zonas del norte de Chile, el suroccidente de Colombia y el Noroeste argentino. Hoy en día, el panandinismo abarca, principalmente, la unificación de los pueblos kichwa, quechua, aymara y similares cuyos territorios se encuentran en las mencionadas repúblicas. 
Si bien el panandinismo, como proceso de unificación de la civilización andina, se originó desde tiempos preincas; podremos rastrear su manifestación contemporánea en el periodo colonial de los Andes, que se manifestó como una corriente rebelde anticolonial, a causa de los constantes abusos españoles cometidos contra la persona andina.Buscó la emancipación conjunta de todos los pueblos andinos dominados por el Imperio español, buscando emular el Tawantinsuyo como entidad política unificadora de las naciones andinas. El mayor intento para crear un Estado panandino, teniendo como eje unificador la cultura y civilización andina, fue la Confederación Perú-Boliviana.

## Los Andes como Cuna de la Civilización
El panandinismo, como corriente de pensamiento, reconoce a los Andes no solo como un espacio geográfico y cultural, sino como la cuna de una civilización originaria con características propias, comparable en importancia a Mesopotamia, Egipto o China. Las sociedades andinas desarrollaron un modelo de organización social, económico y político propio, adecuado al contexto geográfico donde se desarrollaron, lo que permitió el florecimiento de culturas, pueblos y naciones a lo largo de toda la cordillera de los Andes. En este sentido, el panandinismo no solo reivindica el pasado, sino que propone una relectura de la historia donde los Andes son reconocidos como uno de los epicentros civilizatorios de la humanidad.
Desde esta perspectiva, la idea de los Andes como cuna de civilización no solo radica en su antigüedad, sino en la singularidad de sus aportes al desarrollo humano. La domesticación de la papa, el maíz y la quinua fue clave para la seguridad alimentaria de las sociedades precolombinas, y hoy en día estos cultivos siguen alimentando al mundo. Además, la ingeniería agrícola andina, reflejada en los andenes y los waru waru, demostró un conocimiento sofisticado sobre la adaptación al medio ambiente, permitiendo una producción sostenible en distintas zonas ecológicas.Por otro lado, el quipu, como sistema de registro y administración, desafía la noción de que la escritura alfabética es el único medio válido de almacenamiento de información en una civilización avanzada.
En este marco, el panandinismo postula que la riqueza intelectual y material de los pueblos andinos fue equiparable a la de otras civilizaciones antiguas, pero su propio desarrollo histórico ha sido truncado por la invasión española y minimizado por narrativas coloniales que marginaron sus logros. Reivindicar los Andes como cuna de civilización implica repensar la identidad y el futuro de la región desde sus propias raíces. La tradición andina no es solo un legado del pasado, sino un horizonte de posibilidades para el presente y el futuro.
El panandinismo tiene como núcleo el reivindicar a los Andes como civilización y plantear su proceso unificatorio desde el ámbito político, social y económico.

## Historia

### Antecedentes

Territorio abarcado por el Imperio tiahuanaco-huari.

El panadinismo como proceso unifacador de los pueblos andinos, existió desde antes de la invasión hispana de los Andes e, incluso, desde antes del Tawantinsuyo. El Tawantinsuyo supuso el último proceso unificador de los distintos pueblos y naciones andinas; sin embargo, antes que estos dominaran gran parte de la Cordillera de los Andes, existió un hipotético Estado de coalición, el Imperio wari-tiahuanaco, que llegó a abarcar gran parte de los actuales territorios de Perú, Bolivia, Chile y Argentina.
El proceso unificador de la civilización andina, como ocurrió con la civilización china o la civilización india llevaba su propio curso histórico (con sus propias guerras y conflictos internos) desde varios siglos atrás. Hay quienes incluso sitúan a la cultura chavín (1200 a. C.), como el primer proceso unificador de la civilización andina.

### Movimiento independentista
Los malos tratos durante la época virreinal avivaron, entre las población sometida, los deseos de emancipación y el retorno al antiguo orden establecido por los incas. En este contexto, en 1742 se dio la primera rebelión de gran alcance, liderado por Juan Santos Atahualpa, cuyo propósito era expulsar a los españoles y restaurar el Imperio de los incas. Logró controlar gran parte de la selva central y puso en aprietos al virrey José Antonio Manso de Velasco. En 1756, tras su misteriosa desaparición los movimientos hostiles menguaron y fueron reprimidos fuertemente por el virrey.
En  1780, en los actuales Perú y Bolivia, los caudillos Túpac Amaru II y Túpac Katari, movieron los cimiento del orden español. Cada uno por su lado buscaron la liberación del pueblo andino del yugo español y la construcción de una andinoamerica. Si bien, en algún momento, mediante Juan Bautista Túpac Amaru, llegaron a constatarse, nunca acordaron un pacto de mutua ayuda, debido a diferencias ideológicas. Túpac Amaru II insistió en la construcción de una nación mestiza y adaptada a las costumbres hispanas, Túpac Katari buscó una nación puramente andina, desde lo cultural, pasando por lo racial y económico.

### Posteriores a la independencias
Los proyecto más notables fueron:
- El proyecto Federación de los Andes de Simón Bolívar, en 1826.
- La Confederación Perú-Boliviana de 1836 a 1839, única que llegó a concretarse.
- Los Estados Unidos Perú-Bolivianos, proyecto liderado Nicolás de Piérola y Narciso Campero. Solo llegó a la etapa legislativa y una suerte de unión militar.

## En la actualidad
En 1969 se creó la Comunidad Andina, un organismo internacional cuya misión es promover el desarrollo económico mediante la integración de sus miembros. Los países fundadores fueron Bolivia, Colombia, Chile, Ecuador y Perú. Si bien estos países no perfilan hacia una unión soberana, persiguen la meta de una unidad económica y cultural

## En la mitología andina
La misteriosa desaparición Juan Santos Atahualpa y la sangrienta muerte del ungido Sapa Inca y Túpac Amaru II, crearon un colectivo, entre la gente de los andes y la selva, del retorno mesiánico de un ente supranatural, personificado en el Inkarri, que edificará una nación panandina, que, eventualmente se convertirá en la última gran nación de la tierra, antes del fin de los tiempos.